# Missió de San Luis Rey de Francia

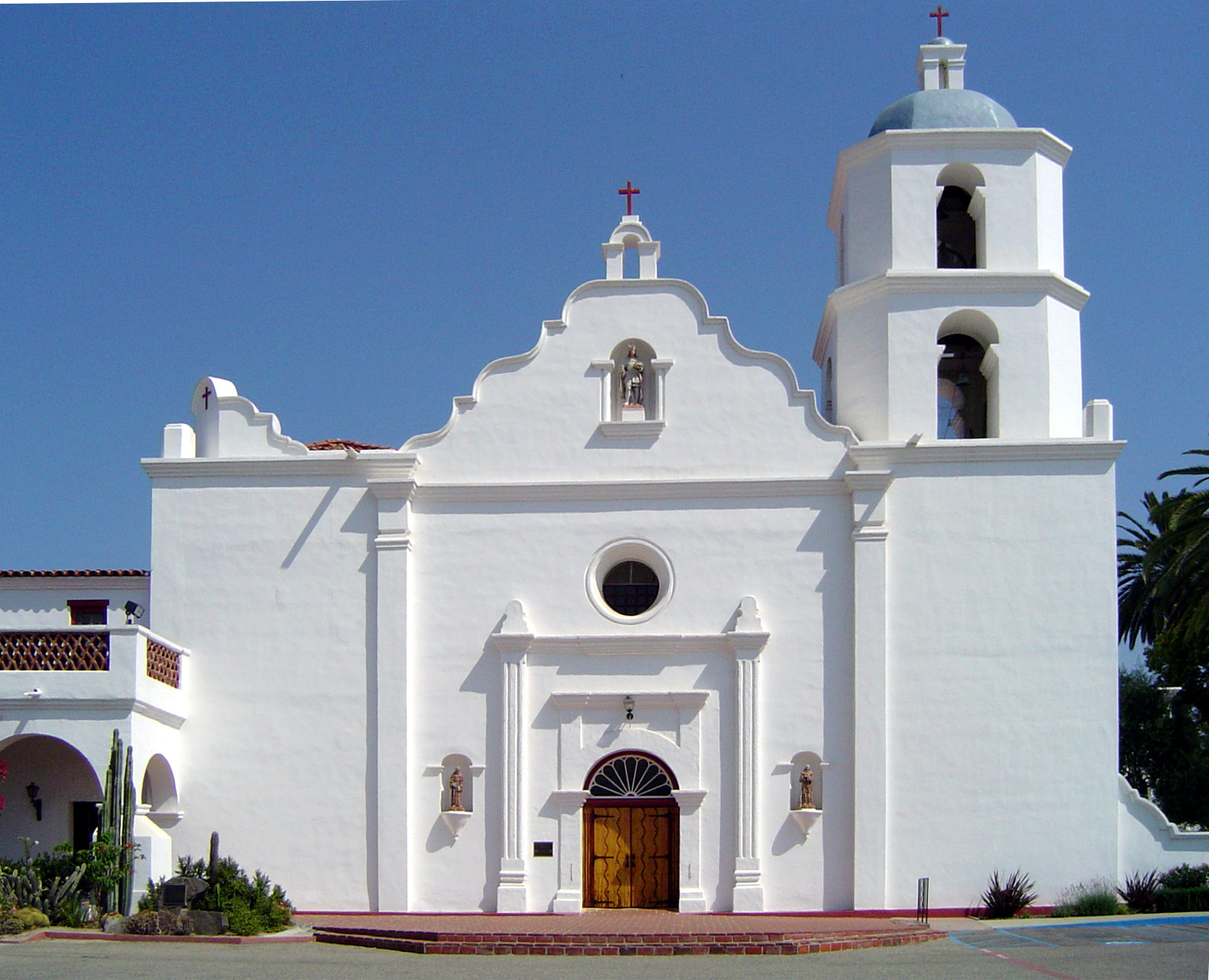
Frontal de la missió

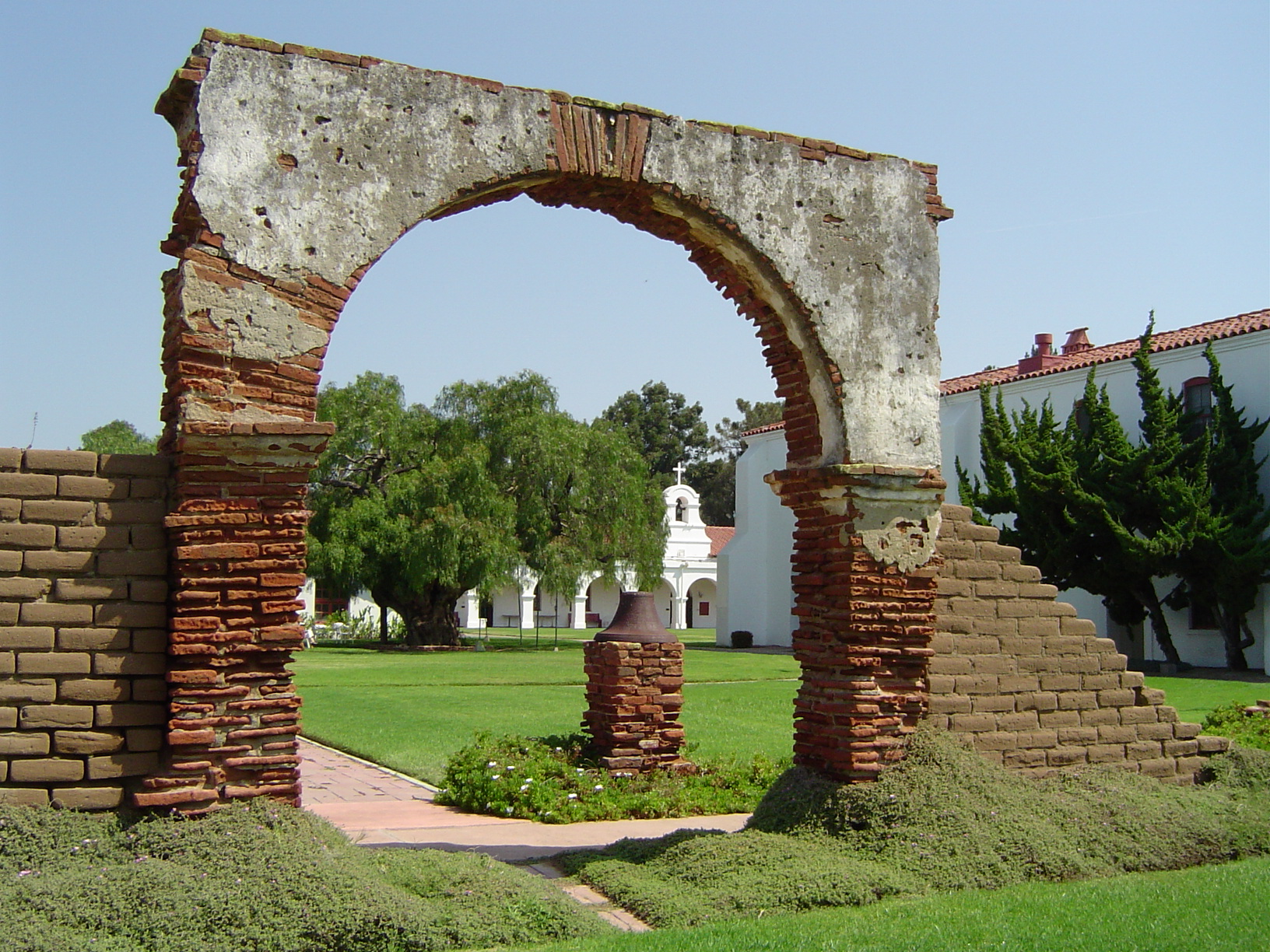
El pati de la Missió San Luis Rey de Francia, amb el primer arbre de pebre peruana (Schinus molle) plantat a Califòrnia el 1830, visible darrere de l'arc.

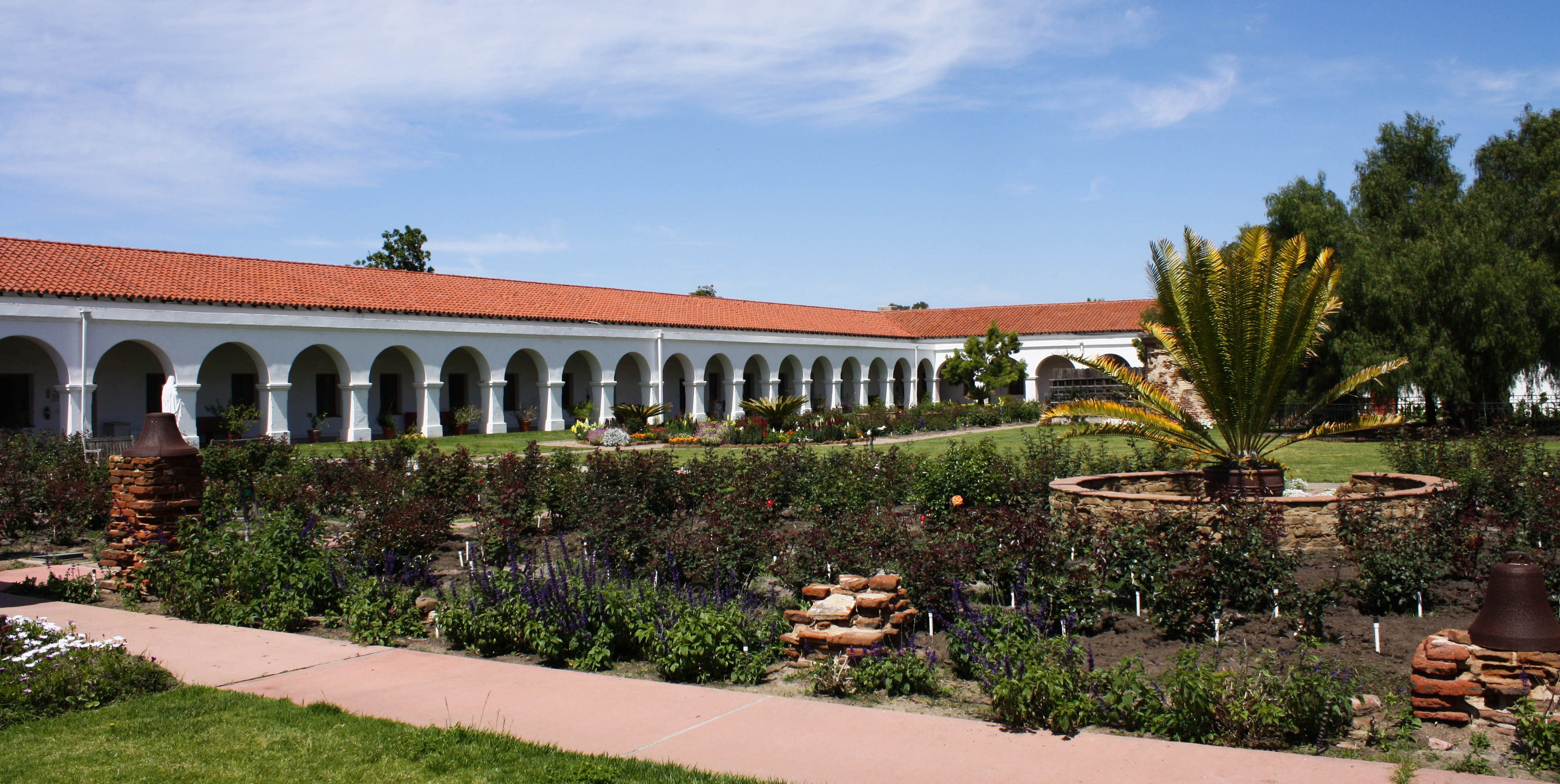
El pati de la missió

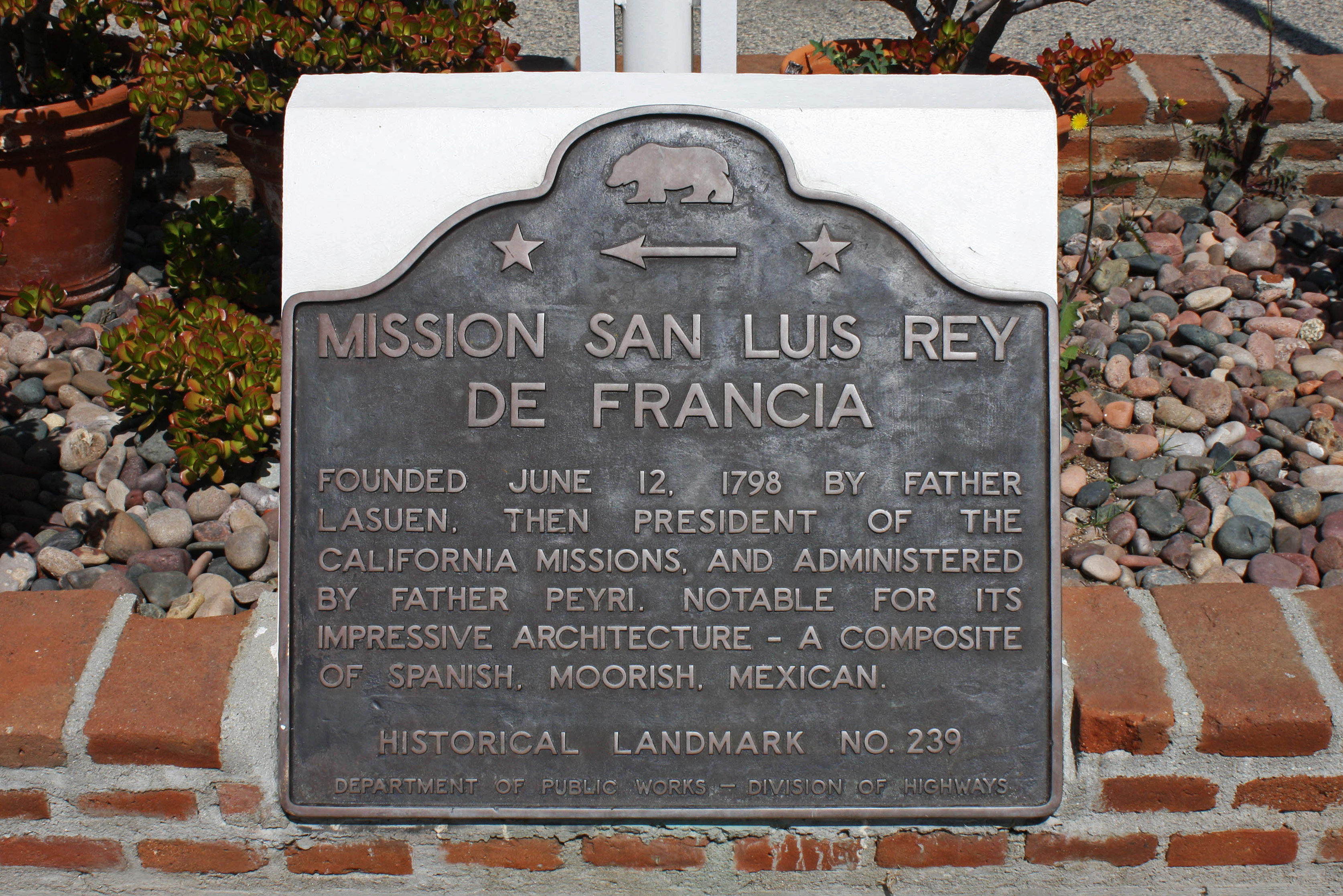
Placa commemorativa de la fundació de la missió

La Missió San Luis Rey de Francia és una antiga missió espanyola a l'actual ciutat d'Oceanside, Califòrnia. La missió va ser fundada el 13 de juny de 1798 pel Pare Fermín Lasuén i va ser la divuitena de les missions espanyoles establertes a Califòrnia. Anomenada així per Sant Lluís, la missió va prestar el seu nom als indis de la missió luiseños. Des de la seva fundació fins al 1832 fou dirigida pel religiós de Porrera Antoni Peyrí i Aulèstia.
L'església actual, construïda el 1811, és la tercera església en aquest lloc. És una Fita Històrica Nacional, pel seu exemple immaculat d'un complex d'església de la missió espanyola. En l'actualitat les missions complexes funcions com a església parroquial de la Diòcesi de San Diego, així com un museu i centre de retir.

## Era espanyola
El nom original, La Misión de San Luis, Rey de Francia el va rebre pel rei Lluís IX de França. El seu sobrenom era "Rei de les Missions" Fou fundada pel pare Fermín Lasuén el 13 de juny de 1798, la divuitena de les vint-i-una missions espanyoles a Califòrnia construïda a la província de Las Californias al Virregnat de Nova Espanya En les seves principals estructures i serveis de la Missió de San Luis Rey cobria gairebé 950.400 acres, que la feia una de les missions més grans, amb la seva terra agrària que li garantia prosperitat. Es van construir dos llocs d'avançada en suport de la Missió de San Luis Rey i col·locats sota la seva supervisió: Asistencia de San Antonio de Pala en 1816 i Estancia Las Flores en 1823. Des de la seva direcció fou gestionada per Antoni Peyrí i Aulèstia, qui en fou responsable del seu creixement i grandesa.
Un dels primers reculls de la vida a la Missió va ser escrit per un dels seus amerindis conversos, el luiseño Pablo Tac, en el seu treball Indian Life and Customs at Mission San Luis Rey: A Record of California Mission Life by Pablo Tac, An Indian Neophyte (escrit circa 1835 a Roma, més tard editada i traduïda a l'anglès en 1958 per Minna Hewes i Gordon Hewes). En el seu llibre, Tac lamenta el ràpid declivi de població luiseño, el seu poble: el 13 de juny de 1798 es va construir la missió:
A Quechla no fa gaire hi havia 5.000 ànimes, amb totes les terres veïnes. A causa d'una malaltia que va arribar a Califòrnia 2.000 ànimes van morir i 3.000 van restar." 
Tac, nascut en la missió i educat pels frares franciscans, va assenyalar que el seu poble inicialment van tractar d'impedir que els espanyols envaïssin les seves terres del Sud de Califòrnia.
Quan els forasters s'hi apropaven,"...el cap es va posar dret...va anar cap a ells," exigint, "... Què és el que busqueu? Deixeu el nostre país!"
Pablo Tac va passar a descriure el tractament preferencial que reben els padres:
En la missió de San Luis Rey de Francia el pare Fernandino[sic] és com un rei. Ell té els seus patges, alcaldes, majordoms, músics, soldats, jardins, ranxos, ramat...." 

## Era mexicana i primera estatunidenca
El primer arbre de pebre peruà (Schinus molle) a Califòrnia s'hi va plantar en 1830; ara és un arbre força plantat, gairebé icònic a l'estat i conegut com a arbre de pebre californià.
Durant la Guerra mexicano-estatunidenca a l'Alta Califòrnia (1846–1847) la Missió fou utilitzada com a instal·lació militar per l'Exèrcit dels Estats Units.
Pel juliol de 1847 el governador militar de Califòrnia Richard Barnes Mason creà una subagència ameríndia a la Missió de San Luis Rey i els seus homes es van fer càrrec de la propietat de la missió a l'agost, nomenante Jesse Hunter del nouvingut Batalló Mormó com a subagent. El guia del batalló Jean Baptiste Charbonneau, fill de l'ameríndia xoixon Sacajawea, qui havia viatjat amb l'expedició de Lewis i Clark quaranta anys abans, va ser nomenat per Mason com alcalde "en el Districte de San Diego, en o prop de San Luis Rey", al novembre de 1847. Charbonneau va renunciar al càrrec a l'agost de 1848, al·legant que era "a causa de la seva ascendència indígena els altres pensaven que no era parcial sorgien problemes entre els indis i els altres habitants de la zona."

## De la secularització a l'actualitat
Amb la secularització de la missió en 1834, no es van celebrar serveis religiosos i els luiseños van ser abandonats pels franciscans que marxaren. Els serveis religiosos de la Missió es reiniciaren el 1893, quan es va donar permís a dos sacerdots mexicans per restaurar la missió com un col·legi franciscà. El pare Joseph O'Keefe va ser assignat com a intèrpret per als monjos. Va ser ell qui va començar a restaurar l'antiga missió a 1895. El cuadrángulo i l'església foren completats en 1905. San Luis Rey College fou obert com a seminari en 1950, però fou tancat en 1969.
Els episodis de la primera temporada de la sèrie de televisió Zorro foren filmats aquí en 1957. Walt Disney hi afegñi una calavera i ossos creuats a l'entrada del cementiri. En 1998, Sir Gilbert Levine dirigí els membres de la Filharmònica de Los Angeles i, amb permís especial de Sa Santedat el Papa Joan Pau II, l'antic cor Cappella Giulia de la Basílica de Sant Pere del Vaticà, en una sèrie de concerts per a commemorar el 200è aniversari de la fundació de la missió. Els concerts del festival van constituir la primera visita d'aquest cor de 500 anys a l'hemisferi occidental. Els concerts foren retransmesos pel progragrama de la cadena NPR “Performance Today”. En febrer de 2013 es va completar el reforçament sísmic.